# Convair 880
Convair 880 je bilo eno izmed prvih reaktivnih potniških letal. Razvilo ga je ameriško podjetje Convair, divizja podjetja General Dynamics. Poganjali so ga štirje turboreaktivne motorje General Electric CJ-805-3B. Convair 880 je bil manjši in hitrejši kot njegovi konkurenti Boeing 707 in Douglas DC-8. Ko se je pojavil je bil najhitrejše potniško letalo s 990 km/h. Komercialno ni bil velik uspeh, zgradili so samo 65 letal. General Dynamics se je zaradi neuspeha letala, umaknil iz trga potniških letalConvair 990 je bila povečana in hitrejša verzija. 
Convair je začel razvoj reaktivca s srednjim dosegom aprila 1956. Dizajn je sprva imel oznako Skylark, pozneje Golden Arrow, ki se je potem spremenila v Convair 600 in na koncu v 880. Prvič je poletel 27. januarja 1959. Letalo so sestavljali v kraj San Diego, Kalifornija.Proizvodno linijo so zaprli po samo 3 letih. Convair je imel 5 sedeev v vrsti, kar ni bilo zaželeno pri letalskih družbah. Tudi motorji  CJ-805-3B so imeli večjo porabo goriva kot Pratt & Whitney JT3C na Boeingu.
General Dynamics naj bi izgubil $185 miljonov na projektu.  Letalo je bilo vpleteno v 17 incidentov in 5 ugrabitev.

## Tehnične specifikacije (880 Model 22-M)
- Posadka: 3
- Kapaciteta: 110 potnikov
- Tovor: 24 000 lb (10 900 kg)
- Dolžina: 129 ft 4 in (39,42 m)
- Razpon krila: 120 ft 0 in (36,58 m)
- Višina: 36 ft 3¾ in (11,00 m)
- Površina kril: 2 000 sq ft (185,8 m²)
- Vitkost: 7,2
- Prazna teža: 94 000 lb (42 730 kg)
- Maks. vzletna teža: 193 000 lb (87 730 kg)
- Motorji: 4 × General Electric CJ-805-3B turboreaktivni, 11 650 lbf (51,95 kN) vsak

- Potovalna hitrost: 615 mph (535 vozlov, 990 km/h)
- Hitrost izgube vzgona: 111 mph (97 vozlov, 179 km/h)
- Dolet: 3 385 mi (2 ,943 nmi, 4 430 km)
- Višina leta (servisna): 41 000 ft (12 500 m)